# Kurt Student
Ne doit pas être confondu avec William Gosset, connu sous le pseudonyme de Student.
Kurt Student (Birkholz, arrondissement de Züllichau-Schwiebus (de), 12 mai 1890 – Lemgo, 1er juillet 1978 ) est un officier allemand. Il a été général des troupes aéroportées (en allemand : General der Fallschirmtruppe) au sein de la Luftwaffe, puis Generaloberst de la Luftwaffe, pendant la Seconde Guerre mondiale.

## Biographie
C'est un militaire d'ancienne tradition. De onze à dix-sept ans, ce jeune Prussien, originaire de la Nouvelle-Marche, dans le Brandebourg, subit la dure éducation de l'école des cadets impériaux de Potsdam, puis de Lichterfelde près de Berlin. Il est au début de sa carrière militaire officier dans les rangs du 1er bataillon de chasseurs à pied. Par la suite, il combat comme pilote, puis chef d'escadrille pendant la Première Guerre mondiale avant de devenir fondateur et spécialiste du commandement des troupes aéroportées, les Fallschirmjäger, pour le Troisième Reich.

## Première Guerre mondiale
Au début de la Grande Guerre, il est sous-lieutenant et c'est un des rares officiers allemands à servir dans une formation aérienne. Il pilote un Albatros sur le front de l'Est. Puis sur un Fokker, il attaque quatre Morane russes et abat l'un d'eux. Par la suite, il est transféré sur le front de l'Ouest et dès 1916, Student commande l'escadrille Jasta 9 en Champagne et il devient un as. Il enregistre six victoires contre des avions français entre 1916 et 1917. Il est blessé deux fois et une fois abattu en vol, mais son parachute lui sauve la vie.

## Entre les deux guerres

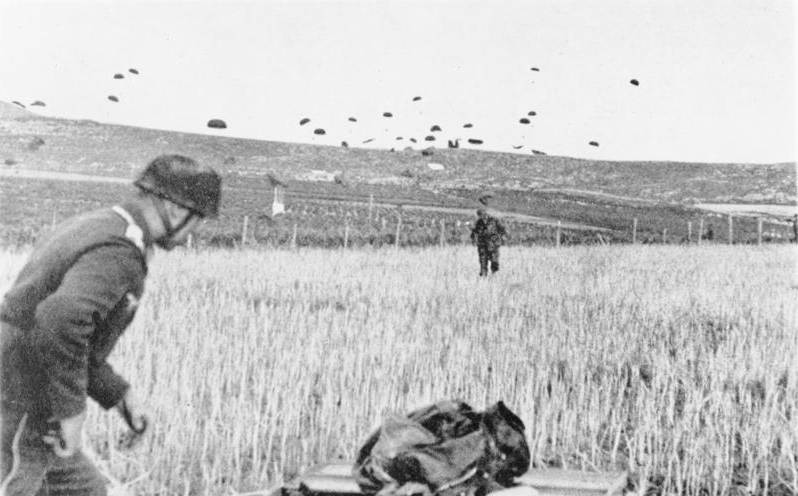
parachutistes allemands en Crète, mai 1941

Il fut le père des forces parachutistes allemandes. Ce passionné de planeur fut nommé en 1932, directeur des écoles de techniques aériennes des forarachutistesces allemandes, ce qui l'amena à s'intéresser de près aux expériences menées par les Soviétiques dans le domaine des troupes aéroportées.
« Student (...) était un chef de très grande classe. Il possédait deux qualités qui vont rarement de pair. Il alliait un calme et une pondération remarquables à une vision originale et audacieuse des problèmes. En d'autres  termes, la démarche de sa pensée, pour peu classique et peu traditionnelle qu'elle fût, n'en demeurait pas moins constamment logique et rationnelle » (La Chute de la Crète p. 152)
À l'avènement d'Hitler, le concept nouveau de guerre éclair lui permit de développer ses idées, qui impliquaient l'emploi d'appareils pouvant transporter du matériel et des troupes d'élite.

## Seconde Guerre mondiale
Le 1er juillet 1938, il est nommé commandant de toutes les unités parachutistes allemandes de l'Armée de terre et de l'Armée de l'air.
Les troupes aéroportées allemandes sont employées pour la première fois pendant la campagne de Norvège, où elles établissent une tête de pont à Stavanger-Sola le 9 avril 1940. Mais c'est surtout lors de l'offensive lancée contre l'Europe occidentale qu'elles font leurs preuves. L'efficacité des conceptions de Student est mise en évidence en 1940, bien que Student lui-même soit accidentellement blessé à la tête, le 14 mai 1940 à Rotterdam, aux Pays-Bas, par un tir ami. Student a soupçonné qu'il avait été atteint par un soldat de la Waffen-SS de la division Leibstandarte Adolf Hitler, ayant commis une maladresse.
Il impose à Hitler, tout d'abord peu enthousiaste, l'idée de l'invasion aéroportée de la Crète : l'opération Merkur. Commandant le XIe corps, il conçoit le plan de cette opération au cours d'une série de conférences en avril 1941, réunissant le général Süssmann, commandant la division de parachutistes, les chefs d'état-major de la Luftwaffe et du XIe corps. Il participe à l'assaut aéroporté de la bataille de Crète en mai 1941.
Son plan porte ses fruits, au prix toutefois d'énormes pertes en hommes et en matériel, ce qui explique sans doute que ses projets d'attaques aéroportées sur Alexandrie, le canal de Suez et Malte (opération Herkules) ne purent jamais être concrétisés.
Le général Kurt Student écrit dans ses mémoires que la Crète fut « le cimetière des parachutistes allemands » et une « victoire désastreuse ».
Au printemps 1943, Student commande deux divisions de chasseurs parachutistes stationnées dans la vallée du Rhône et en Italie : la 1re division du général Heidrich et la 2e division du général Ramcke. Dès l'annonce de la chute de Mussolini, en juillet 1943 il reçoit l'ordre de mettre toutes ses unités en alerte. Il ne tarde pas à rejoindre le Generalfeldmarschall Albert Kesselring, alors commandant en chef du théâtre d'opération Sud.
À la suite du succès de l'opération Eiche, Student est décoré de la croix de chevalier de la croix de fer avec feuilles de chêne (en allemand : Ritterkreuz des Eisernen Kreuzes mit Eichenlaub).
Son livre, Generaloberst Kurt Student und seine Fallschirmjäger, n'est pas traduit en français (signification du titre : « Le Général d'armée Kurt Student et ses parachutistes »).

## Après la guerre
Student est arrêté le 28 mai 1945 et condamné à cinq ans de prison. En automne 1947, la Grèce demande son extradition. Finalement, il est libéré en 1948.
Les parachutistes de la Bundeswehr (l'armée de l'Allemagne de l'Ouest, armée créée en 1955) en font un héros. En automne 1998, le ministère fédéral de la Défense le déclare responsable de crimes de guerre en Crète et toutes références à lui sont désormais interdites. La Generaloberst-Student-Straße dans le centre de formation des parachutistes de la Bundeswehr à Altenstadt est rebaptisée et toutes les gravures le représentant sont supprimées. Le directeur du centre, le colonel Friedrich Jeschonnek, est démis de ses fonctions.

## Décorations
- Croix de fer (1914)
  - 2e classe (26 septembre 1914)
  - 1re Classe (29 août 1915)
- Ordre de Hohenzollern (5 juin 1917)
- Croix d'honneur (30 janvier 1935)
- Agrafe de la croix de fer (1939)
  - 2e classe (20 septembre 1939)
  - 1re classe (20 septembre 1939)
- Croix de chevalier de la croix de fer avec feuilles de chêne
  - Croix de chevalier le 12 mai 1940 en tant que Generalleutnant et commandant de la 7e division aérienne
  - 305e feuilles de chêne le 27 septembre 1943 en tant que General der Flieger et commandant du XI. Flieger-Korps
- Insigne de pilote-observateur en or avec brillants (2 septembre 1941)
- Bande de bras Kreta